# Ferdinand Goglia
Ferdinand Goglia von Zlota Lipa (německy Ing. Ferdinand Johann Anton Goglia Ritter von Zlota Lipa) (13. září 1855 Budapešť – 17. září 1941 Vídeň) byl rakousko-uherský generál a vojevůdce první světové války. V c. k. armádě sloužil od roku 1875, jako důstojník dělostřelectva působil u řady posádek převážně v Uhrách, uplatnil se také jako pedagog a zastával funkce ve vojenské administraci. Na začátku první světové války se jako divizní velitel a později velitel armádního sboru vyznamenal na východní frontě. V roce 1916 dosáhl hodnosti polního zbrojmistra a byl povýšen do šlechtického stavu. Poté zastával funkci generálního inspektora dělostřelectva ve Vídni. V závěru války byl znovu povolán do aktivní služby a na italské frontě byl jedním z vrchních velitelů rakousko-uherské armády do konečné porážky v bitvě u Vittorio Veneta (1918). Po zániku monarchie byl penzionován a dožil v soukromí ve Vídni.

## Životopis

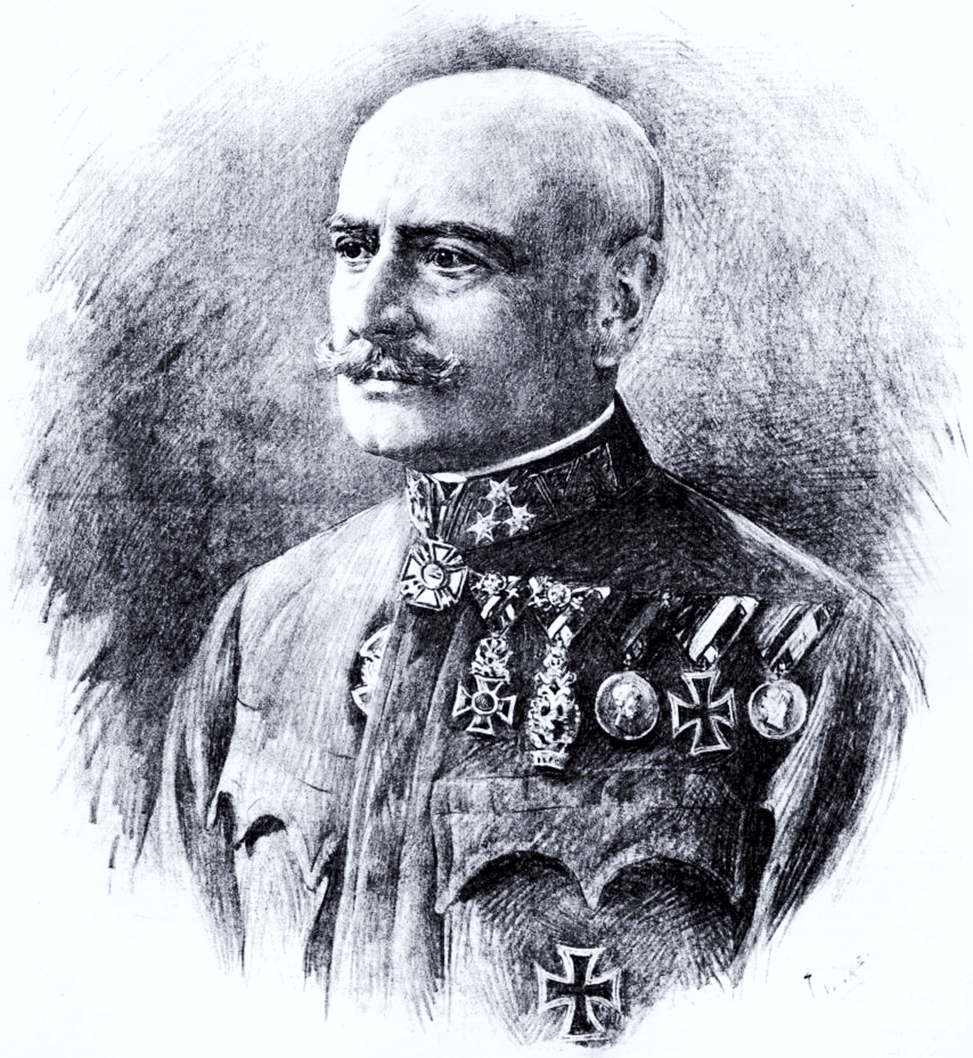
Ferdinand Goglia jako polní zbrojmistr (1916)

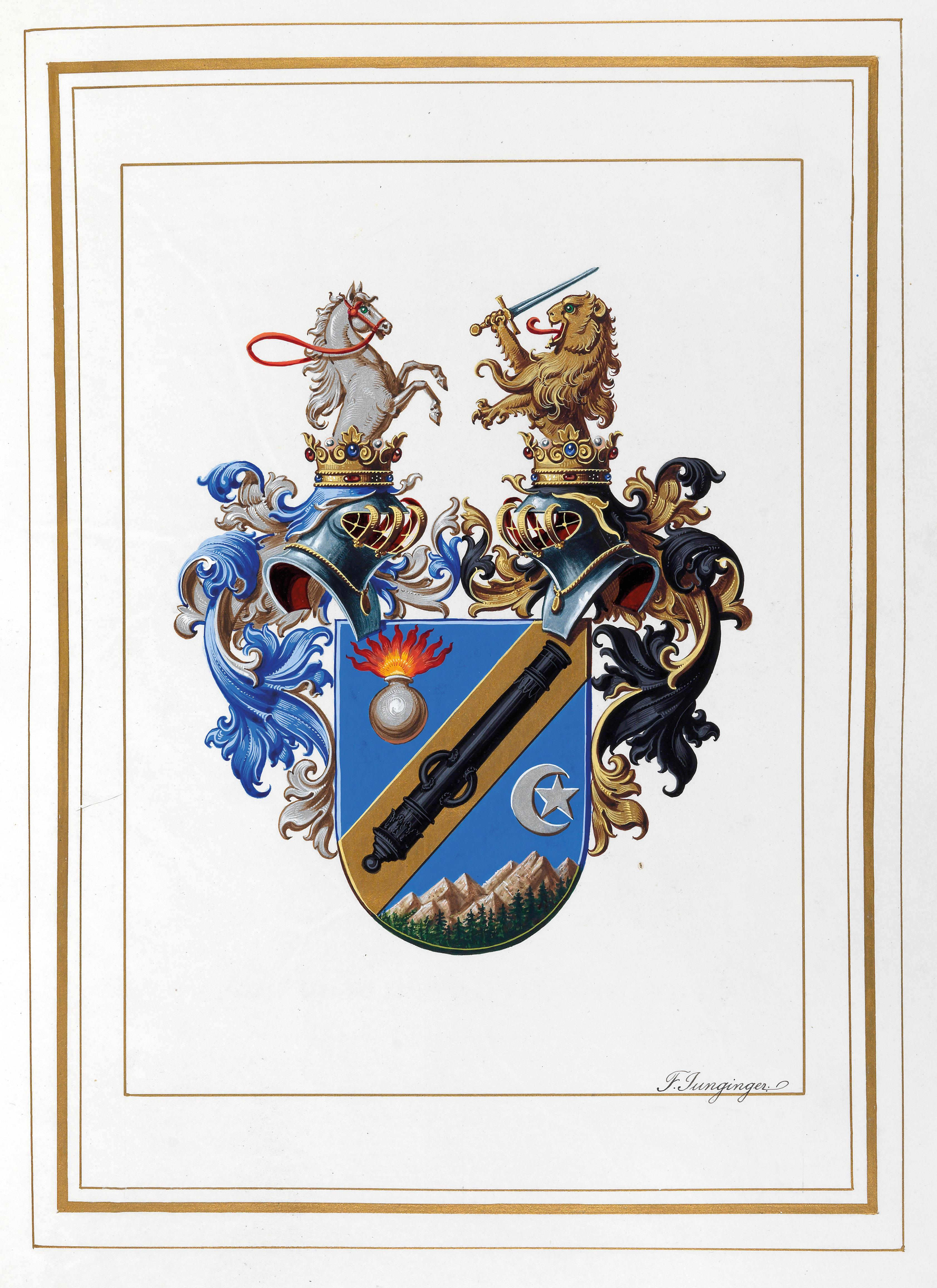
Erb Ferdinanda Goglii po povýšení do šlechtického stavu (1917)

Narodil se v rodině c. k. majora Ferdinanda Goglii a jeho manželky Virginie, rozené Pozzi. Vojenskou průpravu získal nejprve na kadetních školách v Mariboru a Eisenstadtu, poté studoval na Technické vojenské akademii ve Vídni. Do armády vstoupil v roce 1875 a ještě téhož roku se stal poručíkem u 12. dělostřeleckého pluku v Lublani. V roce 1878 se zúčastnil okupace Bosny a Hercegoviny a poté si doplnil vzdělání na nově založené Dělostřelecké škole ve Vídni (1879–1881). V roce 1881 byl povýšen na nadporučíka a poté sloužil u posádek v Záhřebu, Prešpurku a Budapešti. Mezitím postupoval v hodnostech (kapitán 1889, major 1896) a od roku 1896 působil jako pedagog na Dělostřelecké škole spadající pod ministerstvo zeměbrany.
Od roku 1900 jako podplukovník velel 16. dělostřeleckému pluku v Košicích, s nímž byl v roce 1905 přeložen do Lučence, mezitím byl povýšen na plukovníka (1904). Od roku 1906 byl velitelem 2. dělostřeleckého pluku ve Vídni. Zde později působil u generálního štábu a od roku 1910 byl ředitelem Dělostřelecké školy, téhož roku dosáhl hodnosti generálmajora. Od roku 1912 byl prezidentem Vojenského technického výboru a v roce 1913 byl povýšen na polního podmaršála.

### První světová válka
Po vypuknutí první světové války byl odvelen na východní frontu, kde byl přidělen k vrchnímu velení pevnosti, zároveň byl velitelem 43. dělostřelecké brigády. Bojoval u Lvova a po proniknutí do ruského Polska převzal velení 33. pěší divize, s níž se zúčastnil dalších bojů na Ukrajině. V květnu 1915 byl jmenován velitelem 5. armádního sboru, s nímž překročil Dněstr a obsadil město Mykolajiv. Poté se mu podařilo zatlačit ruské jednotky za řeku Zolota Lypa mimo hranice Rakouska-Uherska. Přes oslabený početní stav svého armádního sboru nadále kladl účinný odpor ruským vojskům, své pozice musel vyklidit až během Brusilovovy ofenzívy v roce 1916. Jeho aktivity na východní frontě se mimo jiné vyznačovaly velmi bezohledným postupem vůči civilnímu obyvatelstvu, za což byl kritizován i svými podřízenými. K datu 1. listopadu 1916 byl povýšen do hodnosti polního zbrojmistra, krátce poté byl z fronty odvolán do Vídně a stal se generálním inspektorem dělostřelectva. V létě 1918 byl znovu povolán do aktivní služby, tentokrát na italskou frontu a v červenci 1918 převzal velení 24. armádního sboru. V září 1918 byl pověřen vrchním velením armádní skupiny Belluno (Armeegruppe Belluno), do níž patřily dva armádní sbory a celkem devět divizí. V této funkci byl však již jen pasívním pozorovatelem rozkladu rakousko-uherské armády a konečné porážky u Vittorio Veneta (1918).
K datu 1. ledna 1919 byl formálně penzionován a od té doby žil v soukromí ve Vídni. Od roku 1895 byl ženatý s Idou Cazafurovou (1873–1952), s níž měl čtyři děti. Spolu s manželkou je pohřben na Centrálním hřbitově ve Vídni (skupina 41F).

## Tituly a ocenění
Ve funkci generálního inspektora dělostřelectva obdržel titul c. k. tajného rady s nárokem na oslovení Excelence (1917). Osobním listem císaře Františka Josefa z července 1916 byl povýšen do šlechtického stavu, příslušný diplom byl vystaven až 31. ledna 1917 novým císařem Karlem I. Získal šlechtický titul rytíř s predikátem von Zlota Lipa odvozeným od jeho úspěchů na východní frontě v roce 1915. Platnost šlechtického titulu byla v roce 1918 rozšířena i pro jeho mladšího bratra Viktora, c. k. plukovníka ve výslužbě., Ferdinand Goglia během své vojenské kariéry obdržel řadu vyznamenání, za první světové války získal i několik ocenění ve spojeneckém Německu.

### Řády a vyznamenání
- Válečná medaile (1879)
- Jubilejní pamětní medaile (1898)
- Vojenský záslužný kříž III. třídy (1900)
- Řád železné koruny III. třídy (1907)
- Vojenský jubilejní kříž (1908)
- Pamětní bosensko-hercegovská medaile (1909)
- rytířský kříž Leopoldova řádu (1912)
- Pamětní mobilizační kříž (1913)
- Řád železné koruny II. třídy s válečnou dekorací (1915)
- Řád pruské koruny I. třídy (Německo, 1915)
- Řád železné koruny I. třídy s válečnou dekorací (1915)
- Železný kříž II. třídy (Německo, 1915)
- velkokříž Leopoldova řádu s válečnou dekorací (1916)
- Vyznamenání za zásluhy o Červený kříž (1917)
- Železný kříž I. třídy (Německo, 1917)
- Vojenský záslužný kříž II. třídy s válečnou dekorací (1917)
- Vojenská záslužná medaile (1918)
- Válečný záslužný kříž (Německo, 1918)
- Řád červené orlice I. třídy (Německo, 1918)